# 拉莱里亚
拉莱里亚（法語：Lalleyriat，法語發音：[lalɛʁja]）是法国东部安省的一个旧市镇，属于楠蒂阿区。2016年，拉莱里亚与市镇勒普瓦扎合并为新市镇勒普瓦扎-拉莱里亚。

## 地理
拉莱里亚（46°9'17"N, 5°42'53"E）面积15.25 平方千米，位于法国奥弗涅-罗讷-阿尔卑斯大区安省，该省份为法国东部省份，北起汝拉省，西北接索恩-卢瓦尔省，西接罗讷省和里昂大都会，南至伊泽尔省，东与萨瓦省、上萨瓦省和瑞士接壤。
与拉莱里亚接壤的市镇（或旧市镇、城区）包括：勒普瓦扎、沙里、米沙耶地区沙蒂永、大阿贝热芒、圣日耳曼德茹。
拉莱里亚的时区为UTC+01:00、UTC+02:00（夏令时）。

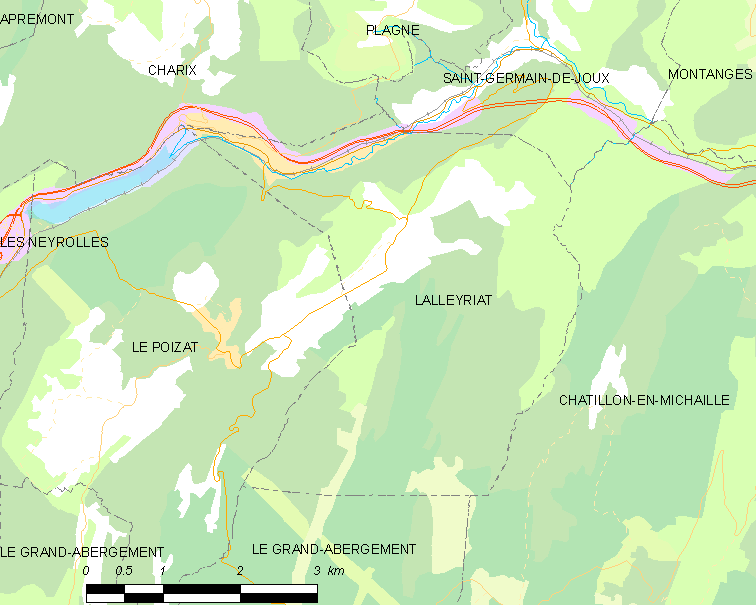
拉莱里亚的OSM定位图

## 行政
拉莱里亚的邮政编码为01130，INSEE市镇编码为01204。

## 政治
拉莱里亚所属的省级选区为楠蒂阿县。

## 人口

1962-2008年间拉莱里亚人口变化图示

拉莱里亚于2018年1月1日时的人口数量为251人。